# Francisco Sabroso
Francisco Sabroso Montoya (Lima, 25 de enero de 1905 - 10 de enero de 1990) fue un futbolista y director técnico peruano con larga trayectoria en el fútbol de su país. Su posición en el campo fue mediocampista. Sus padres fueron Francisco Sabroso y Eduvique Montoya.
Francisco Sabroso fue un hombre identificado con Universitario: fue socio fundador, jugador y técnico campeón con la casaquilla merengue. Pero también fue el encargado de componerle al club su primera canción, aunque hasta la fecha no se sabe cuál es su melodía.

## Trayectoria
Cuando todavía estaba en el último año de la secundaria, integró el grupo de los estudiantes de las diferentes facultades de la Universidad Mayor de San Marcos que fundaron la Federación Universitaria de Fútbol (hoy Universitario) un 7 de agosto de 1924, en el viejo gimnasio de la citada casa de estudios. Llevado por el mítico Mario de las Casas, quien tuvo la oportunidad de conocerlo cuando ambos actuaron en el Tarapacá Ferrocarril, ‘Pancho’ encontró en la novel escuadra crema su lugar en el mundo y estuvo íntimamente ligado con el cuadro estudiantil al punto de componer la primera canción-marcha de la institución.
Pancho debutó en el futbol en Sportivo Tarapacá Ferrocarril, antes de llegar al club Universitario de Deportes, participaría en la gira por la costa del Pacífico a fines de esa década, quedándose en el equipo crema por seis años. Luego en Circolo Sportivo Italiano permanece otras dos temporadas antes de retirarse del profesionalismo.
Después de una exitosa carrera como futbolista, empezó su carrera como director técnico y en ocasiones de árbitro de la Liga Peruana de Fútbol. Dirigirla a Telmo Carbajo, Centro Iqueño, Sucre FBC y Ciclista Lima. En 1939 asume la conducción técnica del primer equipo de 
Universitario, luego del retiro del inglés Jack Greenwell.
También estuvo al mando de las divisiones menores del club merengue. De hecho, en 1955 el equipo "cremita" dirigido por él fue campeón invicto de un torneo organizado en Argentina por la entonces primera dama de la nación, Eva Duarte de Perón. La campaña fue sensacional: vencieron 3-0 a sus pares uruguayos, 9-0 a los chilenos, 1-0 a los bolivianos y 1-0 a los argentinos. A su llegada al Perú, los prometedores jugadores merengues fueron recibidos en el Palacio de Gobierno por María Delgado de Odría (esposa del entonces presidente Manuel Odría) y los premio a cada uno con un reloj de oro. 
Además de su faceta como jugador y estudiante, ‘Pocho’ tenía una debilidad por la música y el canto, las mismas que lo llevaban a entonar elegantes tangos durante las giras que hacía con el equipo, acompañado de otros integrantes de la delegación como Jorge Alva, quien tocaba el violín, o Jorge Góngora, quien también tenía afición por el canto. Justamente, durante una gira del cuadro estudiantil a Trujillo en abril de 1928, y no en 1929 como señalan algunas publicaciones, Góngora y Sabroso compusieron una canción semejante a una imponente marcha durante la travesía universitaria al norte peruano. Luego de componer esta canción-marcha, la carrera futbolística de Sabroso se caracterizó por formar parte de los primeros hechos históricos de Universitario. Así, integró el equipo que enfrentó por primera vez a Alianza Lima en 1928, año en el que los merengue obtuvieron el subcampeonato en su primera año como club profesional. La oncena estudiantil que se impuso por 1-0 ante el cuadro blanquiazul con tanto de Pablo Pacheco estuvo formada por el mencionado Pacheco, Juan Ruiz, Plácido Galindo, Tito Denegri, Abraham Rubio, Eduardo Astengo, Jorge Góngora, Mario de las Casas, Luis de Souza Ferreira, Jorge Alva y ‘Pocho’ Sabroso. Pero sin dudas, la mayor gesta futbolística del atacante fue la consecución del primer título de Universitario en 1929, donde fue una de las principales figuras del equipo. Aunque no se sitúe dentro de los ídolos estudiantiles ni sea conocido por sus dotes de compositor, que lo llevaron a escribirle una canción al club de sus amores, ‘Pocho’ es parte de la historia de la institución merengue, tanto dentro como fuera de las canchas y gracias a una melodía que más que nunca debería escucharse por el mensaje de sus estrofas, las cuales exaltan la verdadera esencia de un cuadro que nació para ser grande pero al mismo tiempo para volver grandes personas a sus integrantes.
Falleció el 10 de enero de 1990, pocos días antes de cumplir 85 años, en el distrito de Cercado de Lima. Estuvo casado con Doña María Muñoz Naja.

## Clubes

### Como jugador
| Club                          | País | Año         |
| ----------------------------- | ---- | ----------- |
| Sportivo Tarapacá Ferrocarril | Perú | 1920 – 1927 |
| Universitario de Deportes     | Perú | 1928 – 1932 |
| Circolo Sportivo Italiano     | Perú | 1933 – 1934 |

### Como entrenador
| Club                                | País | Año         |
| ----------------------------------- | ---- | ----------- |
| Universitario de Deportes           | Perú | 1940        |
| Telmo Carbajo                       | Perú | 1942        |
| Centro Iqueño                       | Perú | 1943        |
| Sucre FBC                           | Perú | 1945        |
| Ciclista Lima                       | Perú | 1946 – 1947 |
| Divisiones Menores de Universitario | Perú | 1954 – 1956 |

## Palmarés

### Títulos nacionales
| Título           | Club                      | País | Año  |
| ---------------- | ------------------------- | ---- | ---- |
| Primera División | Universitario de Deportes | Perú | 1929 |